# 谷衛滋
谷 衛滋（たに もりしげ）は、丹波国山家藩の第13代（最後）の藩主。

## 生涯
常陸国府中藩主松平頼説の五男。安政2年12月28日（1856年）、山家藩の先代藩主谷衛弼の死去に際し、末期養子として家督を相続する。安政4年12月15日（1858年）、従五位下・大膳正に叙任する。慶応4年（1868年）1月19日、上洛し、1月25日、明治天皇に拝謁する。西園寺公望が指揮する山陰道鎮撫軍に恭順した。明治2年（1869年）6月23日、版籍奉還で知藩事に就任した。明治4年（1871年）7月15日、廃藩置県で免官となる。
明治7年（1875年）4月6日、59歳で死去した。

## 系譜
- 父：松平頼説（1778年 - 1833年）
- 母：不詳
- 養父：谷衛弼（1823年 - 1856年）
- 正室：歌 - 谷衛弼の養女、谷衛昉の娘
- 生母不明の子女
  - 二男：谷寿衛（1871年 - 1924年） - 旧名・益道。華族令により子爵となる。東京帝国大学法科大学出身。大正6年隠居。
    - 庶子：谷閑衛 - 生母は池浦タネ(岩田勝之烝の養女)。
    - 庶子：谷春子 - (宮沢ます子) 生母は宮沢たき(谷量恒の養女)。

  - 女子：徳子(1871年生) - 山口荘吉室。山口は大阪の蚊帳商人・山口庄助の二男に生まれ、大阪英語学校、大学予備門を経て東京帝国大学法科大学在学中に渋沢栄一の貸費生となり、卒業後第一銀行を経て二十銀行取締役兼支配人、破綻した山県勇三郎から同行が得た奔別炭鉱、根室牧場の重役、東京貯蓄銀行役員、のち高崎炭鉱社長。[1][2]。
  - 女子：富子（1869年生） - 島智雄養女
  - 女子：娘 - 本多光太郎室、太田資智の養女
  - 庶子（諸説あり）：大関増勤（下野国黒羽藩主。1849年 - 1905年） - 大関増裕の養子
- 養子
  - 内藤政憲：実父は公家の大炊御門家孝。衛滋の養子であったがのち明治2年（1869年）2月に急遽内藤家の養子となり陸奥国湯長谷藩主[3]。4か月後に版籍奉還。正室は陸奥国二本松藩主丹羽長富娘。